# Thần kinh chày
Thần kinh chày là một nhánh của thần kinh ngồi. Thần kinh chày đi qua hố khoeo để đi qua bên dưới cung cơ dép.

## Cấu trúc

### Hố khoeo
Thần kinh chày là nhánh tận cùng lớn của thần kinh ngồi, có nguyên ủy từ L4, L5, S1, S2 và S3 của đám rối thần kinh cùng. Thần kinh ở nông hơn (hoặc chạy phía sau) của mạch khoeo, chạy từ góc trên đến góc dưới của hố khoeo, bắt chéo các mạch máu khoeo từ ngoài vào trong. Thần kinh cho các nhánh:
- Các nhánh cơ có nguyên ủy từ phần xa của hố cơ, chi phối đầu ngoài và đầu trong của cơ bụng chân, cơ dép, cơ gan chân và cơ khoeo. Nhánh thần kinh chi phối cơ khoeo đi qua cơ khoeo, chạy xuống dưới và ra ngoài, di quanh bờ dưới cơ khoeo để chi phối phần sâu (hoặc phần trước) của cơ khoeo. Thần kinh này cũng cung cấp cho cơ chày sau, khớp chày trên, xương chày, dây chằng gian cốt cẳng chân và khớp chày dưới.[1]
- Các nhánh bì - Thần kinh chày cho nhánh thần kinh bì mang tên thần kinh dép trong từ phần giữa của xương chày và chạy ra ở góc dưới. Dây thần kinh chi phối da của nửa dưới mặt sau chân và bờ ngoài của bàn chân cho đến đầu ngón chân út.
- Các nhánh khớp - 03 nhánh khớp phát sinh từ phần trên của hố khoeo: thần kinh gối trên trong (nằm trên mỏm trên lồi cầu trong xương đùi, thần kinh gối giữa (xuyên qua bao sau của khớp gối để chi phối cho các cấu trúc nằm trong khuyết gian lồi cầu xương đùi, và thần kinh gối dưới (chạy dọc theo bờ trên của khoeo đến lồi củ trong xương chày).

### Mặt sau của cẳng chân
Ở góc dưới của hố khoeo, thần kinh chày đi sâu đến cung gân của cơ dép để tiến vào mặt sau của cẳng chân. Trong cẳng chân, thần chạy xuống và vào trong để đến bờ sau trong của mắt cá chân, đường giữa mắt cá chân trong và lồi củ trong xương gót. Thần kinh tận cùng tại mạc giữ cơ gấp bàn chân, ở nguyên ủy của cơ giạng ngón chân cái bằng cách phân chia thành các thần kinh gan chân ngoài và trong, chi phối bàn chân. Thần kinh chày tách ra một số nhánh để chi phối cho mặt sau của chân:
- Các nhánh cơ - Chi phối cơ chày sau, cơ gấp dài các ngón chân, cơ gấp dài ngón chân cái, và phần sâu của cơ dép.[1]
- Các nhánh bì - xuyên qua mạc cơ gấp để chi phối da mặt sau và mặt dưới của gót chân.
- Các nhánh khớp - Cung cấp cho khớp mắt cá chân

### Bàn chân
Ở bàn chân, thần kinh tận cùng bằng cách chia thành các nhánh thần kinh gan chân.
- Thần kinh gan chân trong [1]
- Thần kinh gan chân ngoài

### Ý nghĩa lâm sàng
Tổn thương thần kinh chày là rất hiếm và thường là kết quả của chấn thương trực tiếp hoặc chèn ép trong thời gian dài. Tổn thương dẫn đến mất khả năng gấp bàn chân, gấp ngón chân và suy yếu động tác xoay trong bàn chân.

## Hình ảnh bổ sung

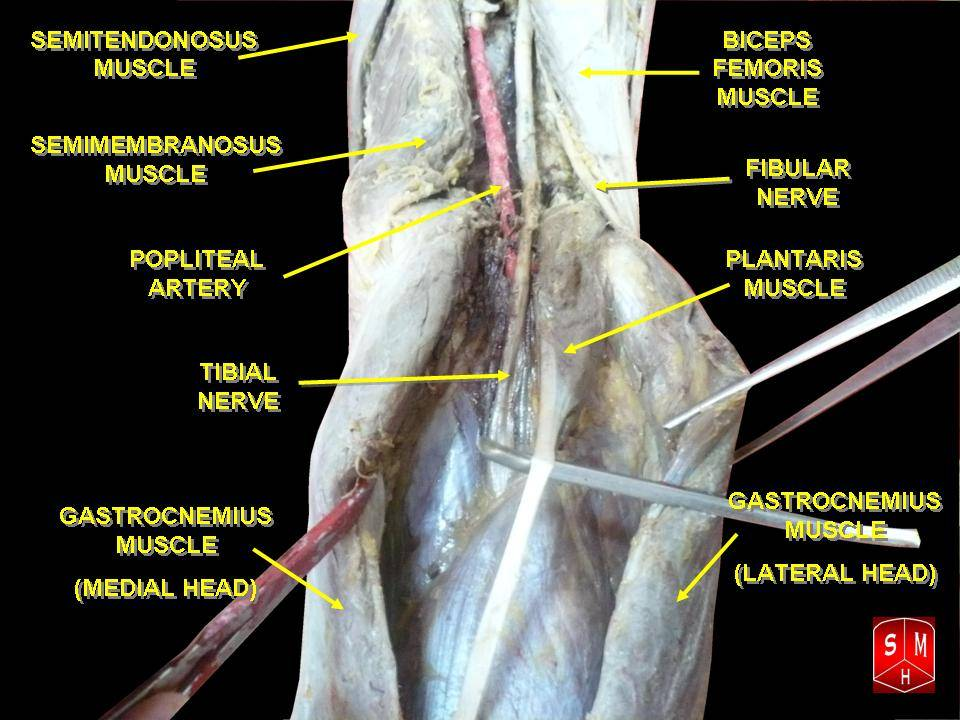
Thần kinh chày
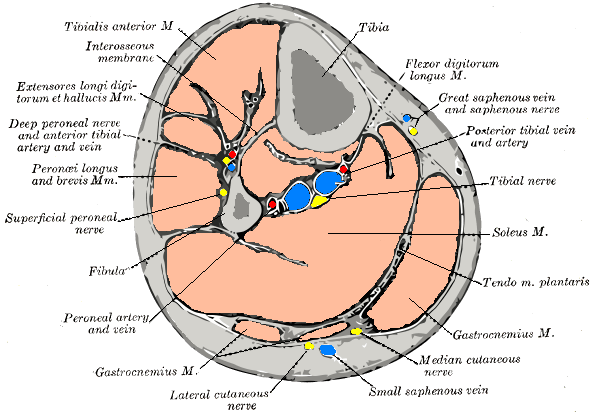
Mặt cắt ngang qua giữa bắp chân trái
Thần kinh bì của chi dưới bên phải. Phía trước và phía sau
Sơ đồ phân bố cảm giác của các dây thần kinh bì lòng bàn chân
Sơ đồ đám rối cùng
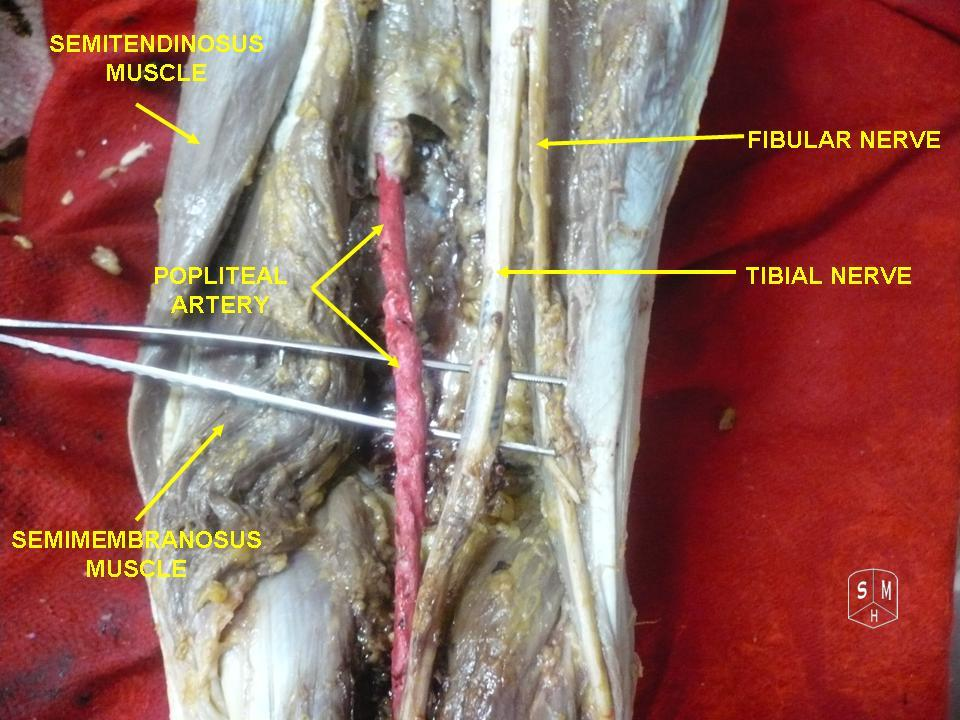
Thần kinh chày
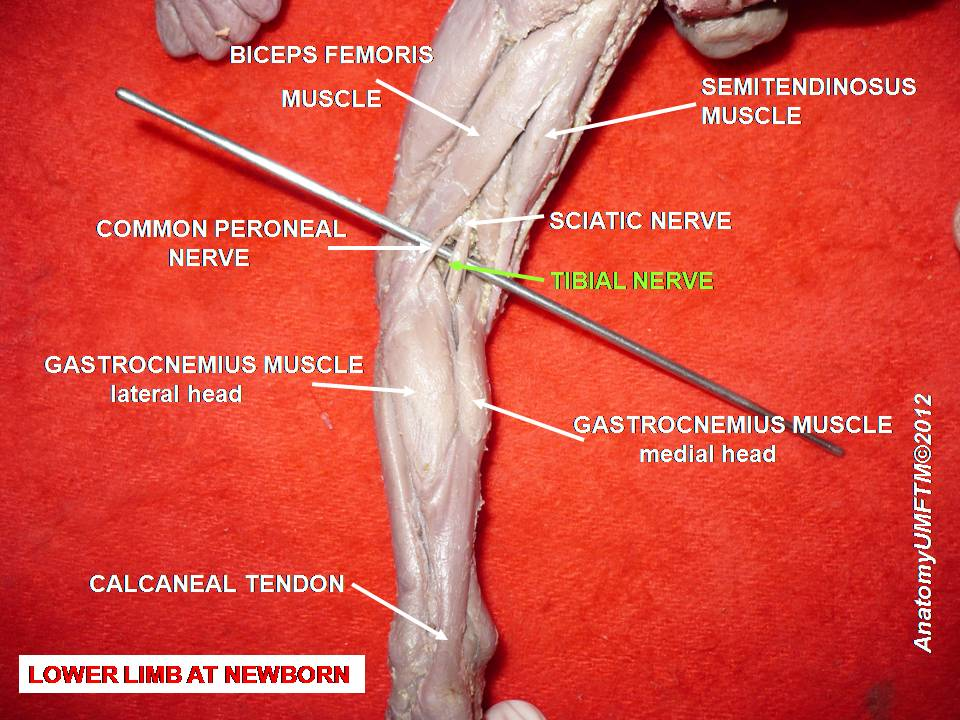
Thần kinh chày
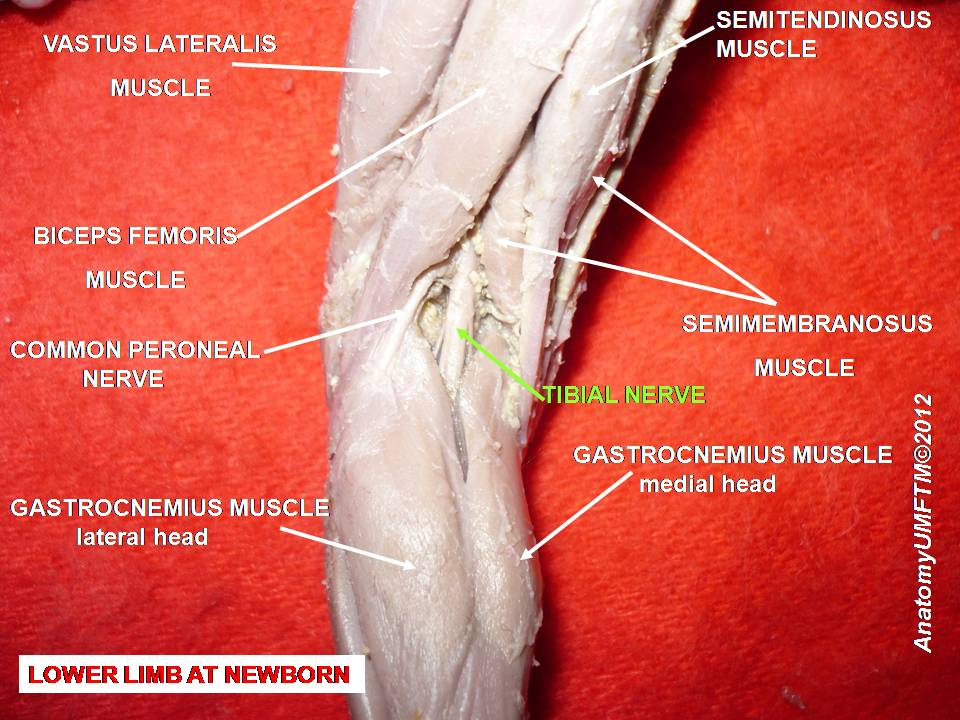
Thần kinh chày